# Anni Kapp
Anneliese Johanna Elfriede „Anni“ Kapp (* 2. Dezember 1908 in Frankfurt am Main; † 8. Oktober 1972 in Mannheim) war eine deutsche Wasserspringerin. Sie war mehrfache deutsche Meisterin oder Vizemeisterin im Kunst- und Turmspringen, Olympiateilnehmerin und Gewinnerin der Bronzemedaille bei den Schwimmeuropameisterschaften 1934. 

## Leben und sportliche Karriere
Anni Kapp trainierte zunächst beim Frankfurter Turnverein 1860, später beim Schwimmverein SV Weiß-Blau Allianz Frankfurt. 
Im Alter von 21 Jahren nahm Kapp im Juni 1930 an den 3. Deutschen Kampfspielen in Breslau teil und wurde dort Siegerin im Kunstspringen der Frauen.
Bei den 4. Deutschen Kampfspielen Ende Juli 1934 in Nürnberg, die gleichzeitig als 43. Deutsche Meisterschaften im Wasserspringen gewertet wurden, wurde Kapp Deutsche Vizemeisterin im Kunstspringen hinter Olga Jensch-Jordan.
Im August 1934 gewann Kapp bei den Schwimmeuropameisterschaften in Magdeburg hinter Olga Jensch-Jordan und der Britin Katinka Larsen mit 65,56 Punkten die Bronzemedaille im Kunstspringen vom 3-m-Brett.
Bei den 45. Deutschen Meisterschaften im Wasserspringen, die vom 17.–19. Juli 1936 in Halberstadt stattfanden, wurde Kapp Deutsche Meisterin im Turmspringen. Damit hatte sich die Siebenundzwanzigjährige für die Teilnahme an den Olympischen Spielen in Berlin qualifiziert. Am 12. August 1936 traten bei den olympischen Wettbewerben im Turmspringen die drei bestplatzierten Springerinnen der vorangegangenen deutschen Meisterschaft an. Neben Kapp waren dies die ebenfalls aus Frankfurt stammende Vizemeisterin Anne Ehscheidt sowie die Drittplatzierte, Käthe Köhler vom Hamburger Turnerbund 1862. Den Wettbewerb gewann schließlich die amerikanische Titelverteidigerin Dorothy Poynton vor ihrer Landsfrau Velma Dunn. Mit insgesamt 28,66 Punkten belegte Kapp in der Gesamtwertung den 11. Platz unter 22 Teilnehmerinnen aus 10 Ländern.
Bei den 46. Deutschen Meisterschaften im Wasserspringen im August 1937 in Düsseldorf wurde Kapp Vizemeisterin im Turmspringen hinter Susanne Heinze.
Über den weiteren Lebensweg der Sportlerin ist kaum etwas bekannt.